# Вампир (фильм, 1957, США)
«Вампир» (англ. The Vampire), также известен как «Знак вампира» (англ. Mark of the Vampire) — американский чёрно-белый низкобюджетный фильм ужасов 1957 года. Как и в вышедшем годом ранее ленте «Человек-волк», в «Вампире» сверхъестественный монстр преподносится через призму научной фантастики.
«Вампир» был выпущен в кинотеатрах Сан-Франциско на двойном сеансе вместе с фильмом «Монстр, который бросил вызов миру», однако на другие города прокат не распространился.

## Сюжет
Умирает доктор Кэмпбелл, который незадолго до смерти экспериментировал с кровью летучей мыши-вампира. Его коллега Пол Бичер находит среди вещей покойного пузырёк с таблетками, сделанными на её основе, и уносит их домой. Дочь доктора Бичера, Бетси, случайно заменяет ими отцовские таблетки от мигрени. После их приёма у Бичера начинаются провалы в памяти.
Во время консультации с пациенткой Мэрион Уилкинс Пол чувствует себя нехорошо и просит её вернуться на следующий день. На следующее утро ему позвонили и сообщили, что Мэрион серьёзно заболела. Когда он приходит к ней, то замечает, что она напугана его визитом и внезапно умирает. На её шее Пол находит две колотые раны.
Пол, обеспокоенный провалами в памяти, возвращается в лабораторию Кэмпбелла, где он разговаривает со своим коллегой Уиллом Бомонтом. Он сообщает Бичеру, что исследования доктора Кэмпбелла включали в себя возвращение разума животных до примитивного состояния, чтобы затем обратить этот процесс вспять, ставя цель сделать его организм ещё сильнее. На следующее утро находят мёртвым мужчину с такими же ранами, что и у Мэрион Уилкинс. Позже доктора Бичера вызывают в больницу для проведения экстренной операции, но он не в состоянии сосредоточиться и вынужден покинуть операционную.
Когда Пол понимает, что он ответственен за эти преступления, совершённые без его воли в моменты, когда он терял память, он делает так, чтобы Бетси оставалась с тётей для её же собственной безопасности. Пол снова разговаривает с Уиллом по поводу таблеток, но тот предполагает, что Бичер находится в бредовом состоянии. Он соглашается остаться с Полом, чтобы успокоить его, и запирает пузырёк с таблетками в ящик стола. Ночью Уилл становится свидетелем превращения Пола в вампира. Пол его замечает и убивает, отправляя его тело в печь.
На следующий день шериф Бак Доннелли, подозревая, что Уилл может проводить свои эксперименты на людях, идёт с ним поговорить. В лаборатории Бак находит диктофон, который содержит запись убийства Уилла. Тем временем помощница Пола, медсестра Кэрол Батлер, заходит в свой кабинети встречает его. Он настоятельно требует от неё вернуться домой. Прежде чем уйти, она замечает пузырёк с ядом и понимает, что доктор, возможно, планирует совершить самоубийство. Но до того, как уйти, он видит превращения Пола в вампира. Вскоре после этого прибывает Бак, а Кэрол убегает от Пола. Она бежит по лужайке, на которой на неё и нападает Бичер. Шериф преследует их и стреляет в Пола. После того, как он умирает, его тело вновь приобретает человеческий облик.

## В ролях
| Актёр          |  | Персонаж           |
| -------------- |  | ------------------ |
| Джон Бил       |  | доктор Пол Бичер   |
| Лидия Рид      |  | Бетси Бичер        |
| Даббс Грир     |  | доктор Уилл Бомонт |
| Колин Грэй     |  | Кэрол Батлер       |
| Кеннет Тоби    |  | шериф Бак Доннелли |
| Пол Бринегар   |  | Уилли Уорнер       |
| Энн Стонтон    |  | Мэрион Уилкинс     |
| Херб Вигран    |  | Джордж Райан       |
| Джеймс Гриффит |  | Генри Уинстон      |

## Производство
Фильм был снят на студии Hal Roach Studios в Лос-Анджелесе, штат Калифорния, с 10 по 16 декабря 1956 года. Производственный бюджет составил 115000 долларов.
Премьера картины состоялась в июне 1957 год в паре с фильмом «Монстр, который бросил вызов миру».

## Критический приём
Журналист Fangoria Том Уивер сказал, что «Вампир» был «одним из лучших независимых фильмов ужасов 1950-х годов». В ретроспективной обзоре фильма Натаниэль Томпсон (Turner Classic Movies) высоко оценил «атмосферный» саундтрек фильма и произведённого в нём смешении жанров: «Взяв за основу „Кровь Дракулы“, „Вампир“ сводит к минимуму риск возвращения уже вышедших из моды монстров, добавив в историю элементы научной фантастики, гораздо более популярного жанра тех времён». Майкл Тул и Джефф Стаффорд (также Turner Classic Movies), похвалили фильм, отметив, что «несправедливо смешанный с другими фильмами ужасов категории B той эпохи, „Вампир“ на самом деле заслуживает некоторой похвалы за добавление нового элемента, пристрастия к таблеткам, к старомодному на тот момент жанру ужасов и перенесению истории в современную обстановку». Кинокритик Леонард Малтин дал фильму 2 звезды из 4, отметив, что он имел не без достоинств и похвалил актёрскую игру Била. Киногид Халливелл рассматривал фильм как «глупую попытку превратить легенду в научную фантастику» и пришёл к выводу, что «скорее смешно, чем страшно».